# Хакона де Планкарте (Хакона)
Хакона де Планкарте (шп. Jacona de Plancarte) насеље је у Мексику у савезној држави Мичоакан у општини Хакона. Насеље се налази на надморској висини од 1577 м.

## Становништво
Према подацима из 2010. године у насељу је живело 56934 становника.

### Хронологија
| Година       | 2000                  | 2005                  | 2010                  |
| ------------ | --------------------- | --------------------- | --------------------- |
| Становништво | 48197 (23106 / 25091) | 53860 (25690 / 28170) | 56934 (27450 / 29484) |

### Попис
| \| \| м \| \| \| ж \| \| 0—2 \| 1.782 \| \| \| 1.816 \| \| 3—5 \| 1.891 \| \| \| 1.898 \| \| 6—11 \| 3.660 \| \| \| 3.784 \| \| 12—14 \| 1.833 \| \| \| 1.762 \| \| 15—17 \| 1.810 \| \| \| 1.776 \| \| 18—24 \| 3.773 \| \| \| 3.957 \| \| 60+ \| 2.275 \| \| \| 2.655 \| \| Просек : \| 27,2 \| \| \| 28,2 \| |       |  |  |       |
| |       |  |  |       |
| | м     |  |  | ж     |
| 0—2 | 1.782 |  |  | 1.816 |
| 3—5 | 1.891 |  |  | 1.898 |
| 6—11 | 3.660 |  |  | 3.784 |
| 12—14 | 1.833 |  |  | 1.762 |
| 15—17 | 1.810 |  |  | 1.776 |
| 18—24 | 3.773 |  |  | 3.957 |
| 60+ | 2.275 |  |  | 2.655 |
| Просек : | 27,2  |  |  | 28,2  |

| #   | Индикатор                                                                                        | Вредност |
| --- | ------------------------------------------------------------------------------------------------ | -------- |
| 1   | Становништво од 0 до 2 године                                                                    | 3598     |
| 2   | Мушко становништво од 0 до 2 године                                                              | 1782     |
| 3   | Женско становништво од 0 до 2 године                                                             | 1816     |
| 4   | Становништво са 3 и више година                                                                  | 53276    |
| 5   | Мушко становништво са 3 и више година                                                            | 25630    |
| 6   | Женско становништво са 3 и више година                                                           | 27646    |
| 7   | Становништво са 5 и више година                                                                  | 50743    |
| 8   | Мушко становништво са 5 и више година                                                            | 24385    |
| 9   | Женско становништво са 5 и више година                                                           | 26358    |
| 10  | Становништво са 12 и више година                                                                 | 42043    |
| 11  | Мушко становништво са 12 и више година                                                           | 20079    |
| 12  | Женско становништво са 12 и више година                                                          | 21964    |
| 13  | Становништво са 15 и више година                                                                 | 38448    |
| 14  | Мушко становништво са 15 и више година                                                           | 18246    |
| 15  | Женско становништво са 15 и више година                                                          | 20202    |
| 16  | Становништво са 18 и више година                                                                 | 34862    |
| 17  | Мушко становништво са 18 и више година                                                           | 16436    |
| 18  | Женско становништво са 18 и више година                                                          | 18426    |
| 19  | Становништво од 3 до 5 година                                                                    | 3789     |
| 20  | Мушко становништво од 3 до 5 година                                                              | 1891     |
| 21  | Женско становништво од 3 до 5 година                                                             | 1898     |
| 22  | Становништво од 6 до 11 година                                                                   | 7444     |
| 23  | Мушко становништво од 6 до 11 година                                                             | 3660     |
| 24  | Женско становништво од 6 до 11 година                                                            | 3784     |
| 25  | Становништво од 8 до 14 година                                                                   | 8570     |
| 26  | Мушко становништво од 8 до 14 година                                                             | 4253     |
| 27  | Женско становништво од 8 до 14 година                                                            | 4317     |
| 28  | Становништво од 12 до 14 година                                                                  | 3595     |
| 29  | Мушко становништво од 12 до 14 година                                                            | 1833     |
| 30  | Женско становништво од 12 до 14 година                                                           | 1762     |
| 31  | Становништво од 15 до 17 година                                                                  | 3586     |
| 32  | Мушко становништво од 15 до 17 година                                                            | 1810     |
| 33  | Женско становништво од 15 до 17 година                                                           | 1776     |
| 34  | Становништво од 18 до 24 године                                                                  | 7730     |
| 35  | Мушко становништво од 18 до 24 године                                                            | 3773     |
| 36  | Женско становништво од 18 до 24 године                                                           | 3957     |
| 37  | Женско становништво од 15 до 49 година                                                           | 15475    |
| 38  | Становништво са 60 и више година                                                                 | 4930     |
| 39  | Мушко становништво са 60 и више година                                                           | 2275     |
| 40  | Женско становништво са 60 и више година                                                          | 2655     |
| 41  | Однос између мушкараца и жена                                                                    | 93.1     |
| 42  | Становништво од нуле до 14 година                                                                | 18426    |
| 43  | Становништво од 15 до 64 године                                                                  | 35050    |
| 44  | Становништво од 65 година и више                                                                 | 3398     |
| 45  | Просечан број деце                                                                               | 2.58     |
| 46  | Становништво рођено у ентитету                                                                   | 52539    |
| 47  | Мушко становништво рођено у ентитету                                                             | 25242    |
| 48  | Женско становништво рођено у ентитету                                                            | 27297    |
| 49  | Становништво рођено у другом ентитету                                                            | 3747     |
| 50  | Мушко становништво рођено у другом ентитету                                                      | 1882     |
| 51  | Женско становништво рођено у другом ентитету                                                     | 1865     |
| 52  | Становништво од 5 година и више резидентно у ентитету у јуну 2005. године                        | 49161    |
| 53  | Мушко становништво старосног доба од 5 година и више, резидентно у ентитету у јуну 2005. године  | 23438    |
| 54  | Женско становништво старосног доба од 5 и више година, резидентно у ентитету у јуну 2005. године | 25723    |
| 55  | Становништво од 5 година и више које је живело у другом ентитету у јуну 2005. године             | 508      |
| 56  | Мушко становништво старије од 5 година које је живело у другом ентитету у јуну 2005. године      | 255      |
| 57  | Женско становништво старије од 5 година које је живело у другом ентитету у јуну 2005. године     | 253      |
| 58  | Становништво од 3 године и више које говори аутохтони језик                                      | 636      |
| 59  | Мушко становништво старо 3 године и више које говори аутохтони језик                             | 283      |
| 60  | Женско становништво старо 3 године и више које говори аутохтони језик                            | 353      |
| 61  | Становништво од 3 године и више које говори аутохтони језик и не говори шпански језик            | 8        |
| 62  | Мушко становништво старо 3 године и више које говори аутохтони језик и не говори шпански         | 1        |
| 63  | Женско становништво старо 3 године и више које говори аутохтони језик и не говори шпански језик  | 7        |
| 64  | Становништво старо 3 године и више које говори аутохтони језик и шпански                         | 523      |
| 65  | Мушко становништво старо 3 године и више које говори аутохтони језик и шпански                   | 231      |
| 66  | Женско становништво старо 3 године и више које говори аутохтони језик и шпански                  | 292      |
| 67  | Становништво од 5 година и више које говори аутохтони језик                                      | 628      |
| 68  | Становништво од 5 година и више које говори аутохтони језик и не говори шпански језик            | 5        |
| 69  | Становништво од 5 година и више које говори аутохтони језик и говори шпански језик               | 520      |
| 70  | Становништво у домородачким домаћинствима                                                        | 1725     |
| 71  | Становништво са ограничењима у активностима                                                      | 2037     |
| 72  | Становништво са ограниченим ходањем или кретањем, горе или доле                                  | 1141     |
| 73  | Становници са ограничењима вида, чак и уз кориштење сочива                                       | 442      |
| 74  | Становништво са ограничењима говора, комуникације или конверзације                               | 181      |
| 75  | Становништво са ограниченим слухом                                                               | 185      |
| 76  | Становништво са ограничењима при одевању, купању или јелу                                        | 104      |
| 77  | Становништво са ограничењима у опажању или учењу једноставних ствари                             | 106      |
| 78  | Становништво са менталним ограничењима                                                           | 271      |
| 79  | Становништво без ограничења активности                                                           | 54533    |
| 80  | Становништво од 3 до 5 година које не похађа школу                                               | 2083     |
| 81  | Мушко становништво од 3 до 5 година које не похађа школу                                         | 1036     |
| 82  | Женско становништво од 3 до 5 година које не похађа школу                                        | 1047     |
| 83  | Становништво од 6 до 11 година које не похађа школу                                              | 543      |
| 84  | Мушко становништво од 6 до 11 година које не похађа школу                                        | 282      |
| 85  | Женско становништво од 6 до 11 година које не похађа школу                                       | 261      |
| 86  | Становништво од 12 до 14 година које не похађа школу                                             | 787      |
| 87  | Мушко становништво од 12 до 14 година које не похађа школу                                       | 412      |
| 88  | Женско становништво од 12 до 14 година које не похађа школу                                      | 375      |
| 89  | Становништво од 15 до 17 година похађа школу                                                     | 1610     |
| 90  | Мушко становништво од 15 до 17 година похађа школу                                               | 805      |
| 91  | Женско становништво између 15 и 17 година живота у школи                                         | 805      |
| 92  | Становништво од 18 до 24 године похађа школу                                                     | 1365     |
| 93  | Мушко становништво од 18 до 24 године похађа школу                                               | 734      |
| 94  | Женско становништво од 18 до 24 године похађа школу                                              | 631      |
| 95  | Становништво од 8 до 14 година које не може да чита и пише                                       | 432      |
| 96  | Мушко становништво старосног доба од 8 до 14 година које не може да чита и пише                  | 237      |
| 97  | Женско становништво старосног доби од 8 до 14 година које не може да чита и пише                 | 195      |
| 98  | Становништво од 15 година и више које је неписмено                                               | 4180     |
| 99  | Мушко становништво од 15 година и више које је неписмено                                         | 1772     |
| 100 | Женско становништво од 15 година и више које је неписмено                                        | 2408     |
| 101 | Становништво старо 15 и више година без школовања                                                | 4956     |
| 102 | Мушко становништво старо 15 и више година без школовања                                          | 2258     |
| 103 | Женско становништво старо 15 и више година без школовања                                         | 2698     |
| 104 | Становништво старосног доба 15 и више година са непотпуним основним образовањем                  | 7336     |
| 105 | Мушко становништво старосног доба од 15 година и више са непотпуном основним образовањем         | 3342     |
| 106 | Женско становништво старосног доба 15 и више година са непотпуном основним образовањем           | 3994     |
| 107 | Становништво старо 15 и више година са комплетним основним образовањем                           | 8361     |
| 108 | Мушко становништво старо 15 година и више са комплетним основним образовањем                     | 3714     |
| 109 | Женско становништво старо 15 и више година са комплетним основним образовањем                    | 4647     |
| 110 | Становништво старосног доба 15 и више година са непотпуним средњим образовањем                   | 2231     |
| 111 | Мушко становништво старосног доба од 15 година и више са непотпуним средњим образовањем          | 1271     |
| 112 | Женско становништво старосног доба од 15 година и више са непотпуним средњим образовањем         | 960      |
| 113 | Становништво старо 15 и више година са пуним секундарном образовањем                             | 6362     |
| 114 | Мушко становништво старосног доба од 15 година и више са пуним секундарном образовањем           | 3095     |
| 115 | Женско становништво старосног доба од 15 година и више са пуним секундарном образовањем          | 3267     |
| 116 | Становништво старије од 18 година са постосновним образовањем                                    | 7882     |
| 117 | Мушко становништво старије од 18 година са постосновним образовањем                              | 4030     |
| 118 | Женско становништво старије од 18 година са постосновним образовањем                             | 3852     |
| 119 | Просечна оцена школовања                                                                         | 6.86     |
| 120 | Просечан ниво образовања мушке популације                                                        | 7.07     |
| 121 | Просечан ниво образовања женског становништва                                                    | 6.67     |
| 122 | Економски активно становништво                                                                   | 23436    |
| 123 | Економски активна мушка популација                                                               | 15298    |
| 124 | Економски активна женска популација                                                              | 8138     |
| 125 | Становништво које није економски активно                                                         | 18303    |
| 126 | Мушко становништво које није економски активно                                                   | 4594     |
| 127 | Женско становништво које није економски активно                                                  | 13709    |
| 128 | Запослено становништво                                                                           | 22661    |
| 129 | Запослено мушко становништво                                                                     | 14658    |
| 130 | Запослено женско становништво                                                                    | 8003     |
| 131 | Незапослена популација                                                                           | 775      |
| 132 | Незапослена мушка популација                                                                     | 640      |
| 133 | Незапослена женска популација                                                                    | 135      |
| 134 | Становништво без права на здравствене услуге                                                     | 22491    |
| 135 | Становништво које има право на здравствене услуге                                                | 34218    |
| 136 | Становништво које има право на ИМСС                                                              | 14898    |
| 137 | Становништво које има право на социјално осигурање                                               | 3009     |
| 138 | Становништво које има право на државно социјално осигурање                                       | 47       |
| 139 | Становништво које има право на опште осигурање или здравствено осигурање за нову генерацију      | 15427    |
| 140 | Становништво које је било једном или није било у браку током 12 година и више                    | 14166    |
| 141 | Венчано или уједињено становништво од 12 година и више                                           | 24229    |
| 142 | Становништво које је било у браку или уједињено 12 година и више                                 | 3581     |
| 143 | Становништво са католичком религијом                                                             | 52549    |
| 144 | Протестанти, еванђелисти и библијски следбеници различити од еванђелиста                         | 3024     |
| 145 | Становништво са другим религијама различитим од претходних                                       | 6        |
| 146 | Становништво без религије                                                                        | 919      |
| 147 | Укупно пописаних домаћинства                                                                     | 13966    |
| 148 | Пописна домаћинства на челу са мушкарцима                                                        | 10435    |
| 149 | Пописна домаћинства на челу са женама                                                            | 3531     |
| 150 | Становништво у пописним домаћинствима                                                            | 56678    |
| 151 | Становништво у пописним домаћинствима на челу са мушкарцима                                      | 44100    |
| 152 | Становништво у пописним домаћинствима на челу са женама                                          | 12578    |
| 153 | Укупно домаћинстава                                                                              | 16970    |
| 154 | Укупно насељених домаћинстава                                                                    | 13988    |
| 155 | Укупно приватних кућа                                                                            | 16948    |
| 156 | Насељени приватни домови                                                                         | 13966    |
| 157 | Укупно насељених приватних кућа                                                                  | 13979    |
| 158 | Ненасељене приватне куће                                                                         | 2448     |
| 159 | Појединачна домаћинства за привремену употребу                                                   | 534      |
| 160 | Становници у насељеним приватним кућама                                                          | 56678    |
| 161 | Насељеност станара у приватним становима                                                         | 4.06     |
| 162 | Просечно становника по соби у приватним насељеним домаћинствима                                  | 1.08     |
| 163 | Појединачна домаћинства са подовима од различитих материјала од земље                            | 13455    |
| 164 | Појединачна домаћинства у приземљу                                                               | 428      |
| 165 | Појединачна домаћинства са једном спаваћом собом                                                 | 4560     |
| 166 | Појединачна домаћинства са две спаваће собе и више                                               | 9341     |
| 167 | Појединачна домаћинства са једним собом                                                          | 458      |
| 168 | Појединачна домаћинства са две собе                                                              | 2365     |
| 169 | Појединачна домаћинства са 3 собе и више                                                         | 11056    |
| 170 | Појединачна домаћинства која имају електрично светло                                             | 13832    |
| 171 | Појединачна домаћинства која немају електрично светло                                            | 76       |
| 172 | Појединачна домаћинства која имају водоводну воду у стамбеном простору                           | 13454    |
| 173 | Појединачна домаћинства која немају водоводну воду у стамбеном простору                          | 445      |
| 174 | Појединачна домаћинства која имају тоалет                                                        | 13837    |
| 175 | Појединачна домаћинства која имају канализацију                                                  | 13776    |
| 176 | Појединачна домаћинства која немају канализацију                                                 | 104      |
| 177 | Појединачна домаћинства која имају електрично светло, довод воде из јавне мреже и канализацију   | 13329    |
| 178 | Појединачна домаћинства без икаквих услова                                                       | 147      |
| 179 | Појединачна домаћинства која имају радио                                                         | 11396    |
| 180 | Појединачна домаћинства која имају телевизор                                                     | 13431    |
| 181 | Појединачна домаћинства која имају фрижидер                                                      | 11645    |
| 182 | Појединачна домаћинства која имају машину за веш                                                 | 9095     |
| 183 | Појединачна домаћинства која имају аутомобил или комби                                           | 5364     |
| 184 | Појединачна домаћинства која имају рачунар                                                       | 2883     |
| 185 | Појединачна домаћинства која имају фиксну телефонску линију                                      | 6423     |
| 186 | Појединачна домаћинства која имају мобилни телефон                                               | 7919     |
| 187 | Појединачна домаћинства која имају приступ интернету                                             | 1993     |
| 188 | Величина локације                                                                                | 10       |